# بويد شامبرز
بويد شامبرز (بالإنجليزية: Boyd Chambers)‏ هو مدرب كرة سلة أمريكي، ولد في 10 نوفمبر 1884 في Chambersburg, Ohio ‏ في الولايات المتحدة، وتوفي في 26 أبريل 1964.

## وصلات خارجية
- بويد شامبرز على موقع كلية كرة السلة في سبورتس رفرنس.كوم (الإنجليزية)